# 자수 초충도 병풍
자수 초충도 병풍(刺繡 草蟲圖 屛風)은 부산광역시 서구 동아대학교 석당박물관에 있는 병풍이다. 1975년 5월 16일 대한민국의 보물 제595호로 지정되었다.

## 개요
자수 초충도 병풍(刺繡 草蟲圖 屛風)은 검은 비단에 풀과 나비, 잠자리같은 곤충을 수 놓아 만든 한 폭당 가로 40cm, 세로 64cm인 여덟 폭짜리 병풍이다.
여성의 정숙한 분위기를 이루는 이 자수병풍에는 민들레·패랭이꽃·맨드라미·벌·나비 등 무려 20여종의 풀과 벌레를 볼 수 있으며, 구도나 기법이 독특하다. 초충수병의 또 하나의 특징은 자연의 아름다움을 사실적으로 세밀하게 묘사했다는 점이며, 한국의 전통적인 자수기법을 응용한 초충도수병의 수작이다.
18세기 이후에 만들어진 병풍으로 추측되며, 고상하고 우아하면서도 사실적이어서 궁중이나 양반댁에서 쓰였을 것으로 짐작된다.

## 같이 보기
- 병풍

## 참고 자료
- 자수 초충도 병풍 - 국가유산청 국가유산포털